# Aatolana schioedtei
Aatolana schioedtei là một loài chân đều trong họ Cirolanidae. Loài này được Miers miêu tả khoa học năm 1884. Năm 1993, Bruce xếp lại loài này vào chi Aatolana.